# 1947 год в театре
1947 год в театре

## События
- Во Франции, в Авиньоне впервые проходит Авиньонский фестиваль.
- 6 ноября — спектаклем «Парень из нашего города» по пьесе Константина Симонова открылся Калининградский областной драматический театр[1]

### Премьеры
- В театре «Барримор» (США) впервые поставлена пьеса Теннесси Уильямса «Трамвай „Желание“».
- 28 июля — премьера балета «Хрустальный дворец» в постановке Джорджа Баланчина, Парижская опера.
- 17 декабря — премьера балета Анри Соге «Миражи», постановка Сержа Лифаря, сценарий и оформление Адольфа Кассандра, Парижская опера.

## Деятели театра

### Родились
- 8 января, Ленинград — актриса театра и кино Марина Неёлова.
- 27 января — актёр театра и кино Александр Болонин.
- 14 февраля, Копенгаген — артистка балета и хореограф Динна Бьёрн.
- 15 февраля, Нью-Йорк — американская киноактриса Мариса Беренсон.
- 17 февраля — актёр театра и кино, педагог Семён Сытник.
- 18 февраля, Ленинград — балетмейстер Дмитрий Брянцев.
- 24 февраля, Ставрополь — актриса Анна Овсянникова.
- 24 февраля, гарнизон Нойштрелиц — актриса Елена Соловей.
- 24 февраля, Ленинград — театральный функционер Юрий Шварцкопф.
- 24 февраля, Лос-Анджелес — актёр и режиссёр Эдвард Джеймс Олмос.
- 27 февраля, Москва — актёр, режиссёр и педагог Авангард Леонтьев.
- 28 февраля, Ленинград — актриса театра и кино Татьяна Васильева.
- 2 марта, Рига — актёр театра и кино Юрий Богатырёв.
- 8 марта, Нижегородская обл. — актёр театра и кино, педагог Николай Чиндяйкин.
- 14 марта, Ленинград — артистка балета и педагог Елена Евтеева.
- 19 марта, Киров — театровед, театральный функционер Владимир Урин.
- 21 марта, Прага — танцовщик, один из крупнейших хореографов XX века Иржи Килиан.
- 22 марта, Ленинград — артист балета, педагог и балетовед Борис Бланков.
- 20 апреля, Сливен (Болгария) — актёр и режиссёр Вячеслав Гвоздков.
- 22 июня, Констанца (Румыния) — актриса театра и кино Наталья Варлей.
- 30 июня, Свердловск — артист балета и педагог Николай Ковмир.
- 4 июля, Коэру (Эстония) — актёр и режиссёр Лембит Ульфсак.
- 28 июля, Москва — актёр и режиссёр Алексей Левинский.
- 27 августа, Нью-Йорк — американская киноактриса Барбара Бах.
- 29 августа, Уфа — артист балета, руководитель Башкирского театра оперы и балета Шамиль Терегулов.
- 3 сентября, Москва — режиссёр Пётр Штейн.
- 10 сентября, Ростовская обл. — драматург, сценарист и режиссёр Александр Галин.
- 19 сентября, Ленинград —  актёр, режиссёр и продюсер Борис Галкин.
- 21 сентября, Бугуруслан — актриса театра и кино Ольга Остроумова.
- 4 декабря, Узген — Ашир Чокубаев, актёр театра и кино, народный артист Кыргызской Республики (1994).
- 21 декабря, Казань — актёр театра и кино Виталий Базин.

### Скончались
- 16 марта — Нагима Таждарова, татарская советская драматическая актриса. Народная артистка Татарской АССР (1939) и заслуженная артистка РСФСР (1940).
- 4 мая, Москва — актёр и театральный режиссёр Пров Садовский.
- 21 июля — Йозеф Бергауэр, австрийский актёр, певец.
- 6 августа — Ванда Семашко, польская актриса, режиссёр и театральный деятель.
- 26 октября — Ион Сава, румынский театральный режиссёр.
- 1 декабря, Москва — сценограф и театральный художник Пётр Вильямс.